# Dadohaehaesang nationalpark
Dadohaehaesang nationalpark ligger i havet sydväst om det sydkoreanska fastlandet och består av sju havsområden inklusive tillhörande öar.
Nationalparken inrättades 1981 och den är med en yta av 2321,2 km² den största i landet. Ungefär 335 km² av hela ytan är öar och klippor. Öarna kännetecknas av kala bergsväggar och av städsegröna skogar. Området är även av historisk betydelse. Här hade sydkoreanska amiraler som Jang Bogo (787–846) och Yi Sun-shin (1545–1598) sin bas.
På grund av det milda vädret förekommer träd av kameliasläktet på öarna. Från djurvärlden registrerades 11 däggdjursarter, 147 fågelarter, 13 grod- eller kräldjursarter, 154 olika havsfiskar, 11 sötvattenfiskar och 885 olika insekter.